# Struffelt
Der Struffelt ist ein Naturschutzgebiet aus Heide und Moorlandschaft oberhalb von Rott, einem Ortsteil von Roetgen in der Städteregion Aachen in Nordrhein-Westfalen. Der Struffelt gehört zum Naturpark Hohes Venn-Eifel.
Namensgebend ist der Struffeltkopf (450 m ü. NHN) mit sehr nährstoffarmen Lehmböden. Dadurch, dass er die Umgebung um rund 100 m überragt, regnen sich die von Westen heranziehenden Wolken hier ab. Durchschnittlich wird ein Jahresniederschlag von um die 1100 mm gemessen.
Schon auf den Karten von Tranchot und von Müffling (1803 bis 1804) ist der Struffelt als Heidegebiet eingetragen. Auf Grund der Nährstoffarmut und des hohen Niederschlages blieben Aufforstungsbemühungen vergeblich, trotz der auch heute noch im Gelände zu erkennen Entwässerungsgräben.

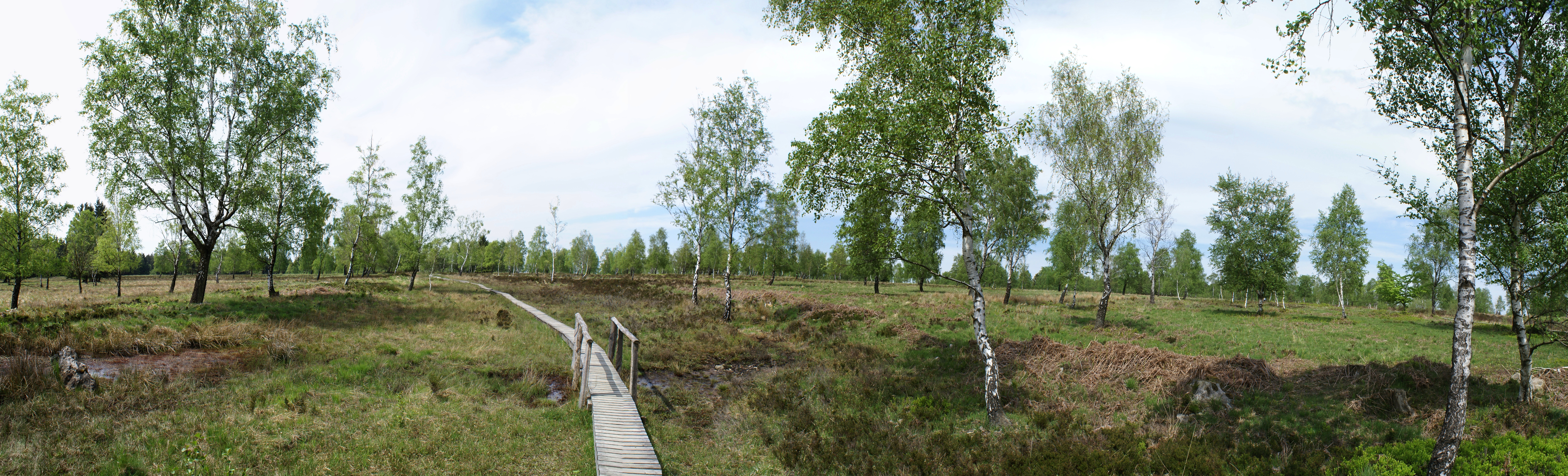
Struffelt, Panorama im Frühjahr

1989 wurden Untersuchungen für die Widmung als Naturschutzgebiet des 56 ha großen Heidegebietes durchgeführt. 175 verschiedene Pflanzenarten, 54 Vogel-, 156 Falter- und 108 Käferarten wurden hier gezählt. Im Rahmen des Projekts wurden auch die noch vorhandenen Gräben aufgefüllt und versperrt.
Die Festsetzung als NSG erfolgte gemäß Paragraph 20 a), b) und c) Landschaftsgesetz (LG). Ziel ist die Erhaltung des Lebensraumes für mehrere nach der Roten Liste in NRW gefährdeter Pflanzen- und Tierarten sowie die Erhaltung und Optimierung des Gebietes als Biotopkomplex mit in NRW gefährdeten und seltenen Biotoptypen. Folgende nach Paragraph 30 BNatSchG bzw. Paragraph 62 LG geschützte Biotoptypen kommen im Gebiet vor:
- Moore,
- Moor- und Bruchwald,
- Sümpfe,
- Zwergstrauchheiden,
- natürliche und naturnahe, stehende Gewässer.[2]

Die einzige Baumart, die sich hier vereinzelt halten kann, ist die Birke, eine Pionierpflanze. An pflanzlicher Vegetation ist typisch Heidekraut, Blaubeere und Pfeifengras, selten Rauschbeere und Siebenstern.
Mitten durch den Struffelt läuft die Wanderroute Eifelsteig.
Im Naturschutzgebiet finden sich zu dem Reste einer Bunkergruppe aus dem Zweiten Weltkrieg.